# Гречешть
Гречешть, Гречешті (рум. Grecești) — село у повіті Долж в Румунії. Входить до складу комуни Гречешть.
Село розташоване на відстані 223 км на захід від Бухареста, 44 км на захід від Крайови.

## Населення
За даними перепису населення 2002 року у селі проживали 374 особи, усі — румуни. Усі жителі села рідною мовою назвали румунську.